# Arno (zanger)
Arnold Charles Ernest Hintjens (Oostende, 21 mei 1949 – Brussel, 23 april 2022), beter bekend onder zijn artiestennaam Arno, was een Belgische rockzanger, die vooral liedjes vertolkte in het Frans, soms in het Engels, Nederlands en sporadisch ook in het Oostends dialect.

## Levensloop
Arno was de oudste zoon van Maurice Hintjens en Lulu van den Kieboom. Hij groeide op in Oostende. Als kind voetbalde hij graag. Hij koos aanvankelijk voor een opleiding en het beroep van kok, voornamelijk om zijn ouders te plezieren, maar was al van in zijn jonge jaren vooral geïnteresseerd in muziek. Vooral uit Engeland geïmporteerde bluesplaten inspireerden hem. Op zijn 18 verliet hij het ouderlijk huis. Hij gaf zijn baan in de horeca op om zich volledig op muziek te kunnen storten. 
Als mondharmonicaspeler werkte hij samen met muzikanten uit de Oostendse rockscene vooraleer hij rond 1970 in zijn eerste "echte" groep belandde, Freckleface, geleid door zanger/bassist Paul Vandecasteele, gitarist Paul Decoutere en drummer Eddy Storm. Arno zong destijds sporadisch en beperkte zich meestal tot solo's op de mondharmonica. Freckleface maakte een plaat met uitgesponnen bluesrocknummers, maar had op het podium meer succes dan in de platenwinkel.
In 1972 gingen Arno en Decoutere verder als duo onder de naam Tjens Couter. De groep wisselde bluesnummers af met uitstapjes richting tango en reggae. Na de debuutplaat "Who Cares" groeide Tjens Couter van een duo naar een kwintet en werd de muzikale koers verlegd naar pubrock. Een tweede album volgde. In 1978 waren Arno en Decoutere te zien in de film Le concert d'un homme seul.
Pas in 1980 kwam de grote doorbraak met de groep T.C. Matic, een groep die aanvankelijk voor 80 procent dezelfde samenstelling had als Tjens Couter. De groep maakte vier albums, ging op tournee door Europa en had een paar hits, waaronder Oh la la la. Ook Que pasa en Putain, putain zijn uitgegroeid tot klassiekers, die steevast deel uitmaakten van Arno's liveset. Zes jaar later hield T.C. Matic het voor bekeken.
Arno besloot het solo te wagen. Hij bracht in 1986 zijn solodebuut uit onder de titel Arno. Forget the Cold Sweat is daarvan een bescheiden hit geweest. Op dit nummer zingt onder anderen ook Kaz Lux mee. Arno ging voor dit album dan wel solo, hij kon toch nog een beroep doen op verscheidene ex-TC Matic-leden. Serge Feys, die ook vele andere Arno-cd's zou produceren, trad op als producent en als toetsenist (keyboards). Ook gitarist Jean-Marie Aerts was van de partij, en zou nog jaren deel blijven uitmaken van Arno's vaste begeleidingsband. In het geheel was Arno een behoorlijke cd, met veel funk en blues invloeden en vooral Engelstalige teksten. Ook op zijn volgende albums zou Arno soms in het Frans zingen, maar het Engels was duidelijk prominenter aanwezig. (Franse nummers zouden pas een overwicht krijgen vanaf het in 1995 verschenen Arno à la Française.)
Terwijl Arno op zijn gelijknamige debuutalbum duidelijk nog wat een eigen gezicht aan het zoeken was (twee volledige instrumentals en twee haast instrumentale nummers), trad hij met Charlatan veel zelfverzekerder naar buiten. Nummers als Bathroom Singer, het snoeiharde Black Doll en de Jacques Brel-cover Le Bon Dieu werden live favorieten.
Ook in de cinema was Arno een gevraagd typeschrijver. Hij speelde in verschillende films mee, maar vond zichzelf geen echte acteur, en gaf steeds voorrang aan zijn muziek.
Vóór alle unplugged-trends belichaamde hij samen met Roland in 1990-1991 de pure rock in het zijproject Charles et les Lulus. Ook zijn levensstijl werd er niet minder rock-'n'-roll op. In 1992 coverde hij de Adamo-hit Les filles du bord de mer. Zijn doorbraak bij het bredere publiek ging verder met zijn vierde album Idiots Savants, dat goed ontvangen werd door de pers. Het album haalde gemakkelijk goud.
In 1995 kwam Arno à la Française uit. Eén cover springt er op dat album uit, namelijk Comme à Ostende van Leo Ferré. Met deze geheel Franstalige plaat brak hij definitief door in Frankrijk. Franse chansons zijn vanaf dat moment een even belangrijk bestanddeel van zijn muziek als rock, tango en blues.
Samen met Jan Decleir speelde hij in 1995 de rol van de homoseksuele redder Harry in de film Camping Cosmos (1996) van Jan Bucquoy die zich te Westende afspeelt.
In 1997 bracht Arno voor het eerst een album uit in de Verenigde Staten. Het was een compilatie, in combinatie met de registratie van een live-concert. In 1999 werd Arno vijftig jaar. Hij bracht zijn zesde soloalbum uit, dat meteen ook zijn 23ste album is onder diverse namen en formaties. Een 'best of' kwam uit in 2000.

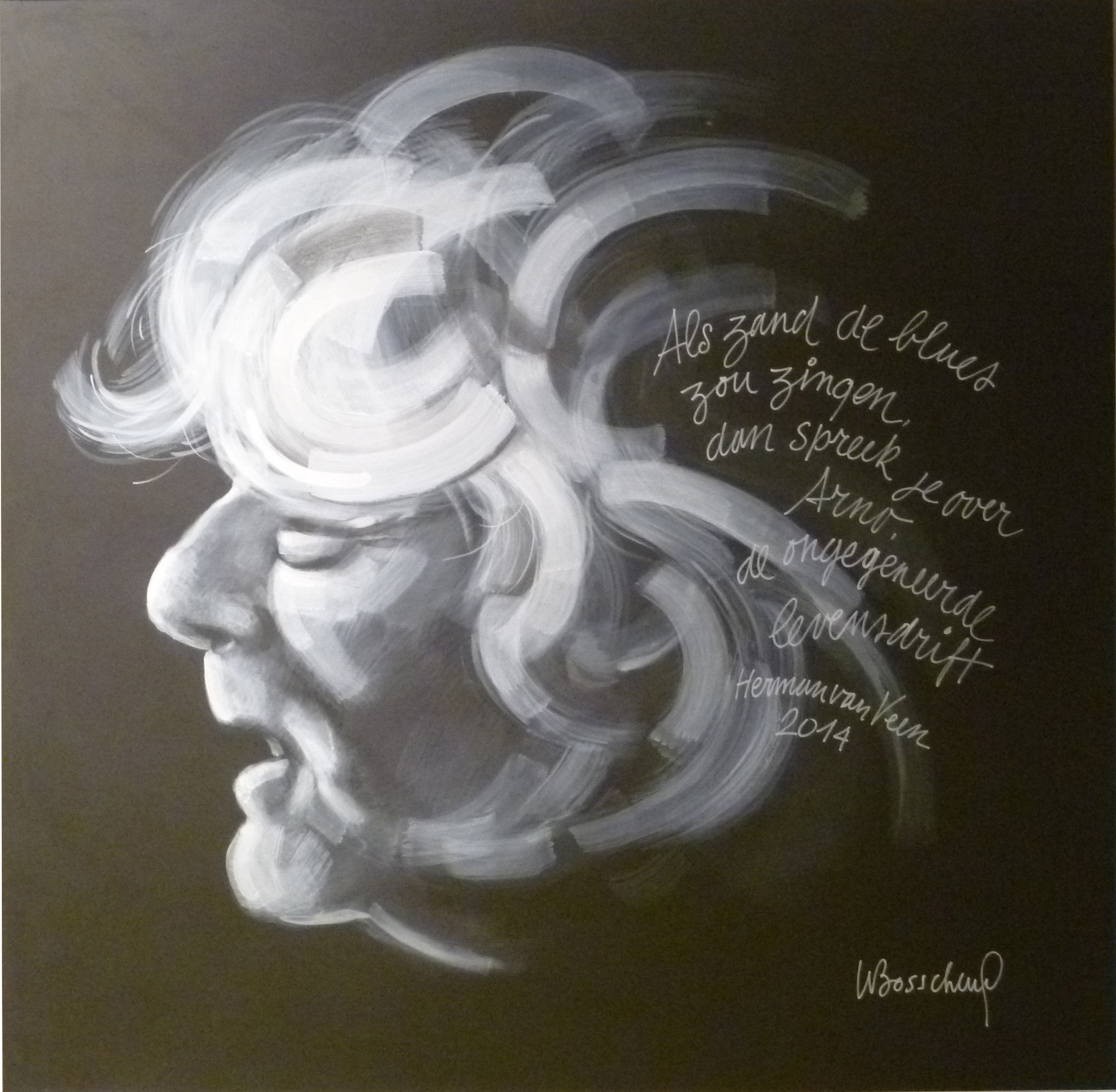
Arno Hintjens (2014) door de Belgische kunstschilder Willy Bosschem

In 2002 kwam Arno Charles Ernest uit, een referentie aan zijn grootvader; in 2004 volgde French Bazaar. Eind september 2004 startte Arno zijn nieuwe solotoer met onder andere twee concerten in Vietnam. Zijn voornaamste muzikale partners door de jaren heen zijn de gitaristen Jean-Marie Aerts (ook in T.C. Matic) en Geoffrey Burton, Rudy Cloet (drummer) en de toetsenisten Ad Cominotto en Serge Feys (eveneens ex-T.C. Matic).
Op 1 oktober 2006 organiseerde hij samen met Tom Barman en Sioen de 0110-concerten. Zijn volgende album, Jus de Box, verscheen in januari 2007. In de zomer van 2009 was hij de centrale gast muziek op Theater aan Zee.
In 2015 vertolkte hij het personage "Alain" in de film Préjudice.
In 2017 en 2018 trad hij op met Tjens Matic (samentrekking van Tjens Couter en T.C.Matic) waarbij voornamelijk de hevigere rockplaten gespeeld werden. 
In november 2019 kreeg hij te horen aan pancreaskanker te lijden en hij annuleerde vervolgens een deel van zijn lentetournee. In juli 2020, enkele maanden na te zijn geopereerd, keerde hij terug op het podium tijdens Rock Werchter Zomerbar, maar de voorziene tournee van eind 2021 moest toch weer geannuleerd worden.  
In mei 2021 bracht hij het album Vivre uit, met voornamelijk pianocovers van zijn nummers, in samenwerking met de Franse pianist Sofiane Pamart.  
Na een verplichte pauze wegens zijn gezondheidsproblemen gaf hij in januari 2022 een live concert voor Radio 1. Er volgden in februari 2022 nog enkele concerten in de AB in Brussel en in het Kursaal Oostende. Het laatste geplande concert in maart 2022 werd geannuleerd.  
In maart 2022 werkte Arno nog aan een laatste plaat,  voor het eerst samen met zijn broer Peter en zoon Felix, en o.a. met bassist en co-producer Mirko Banovic. Het album Opex werd postuum uitgebracht op 30 september 2022,  en stond begin oktober op één in de Ultratop.  Op 8 juni 2022 verscheen de eerste single hieruit, La Vérité.  Tot op het laatst van zijn leven was Arno met muziek bezig.
Arno overleed op 23 april 2022 in Brussel. Zijn as werd op 14 mei uitgestrooid in de Noordzee.

## Prijzen en onderscheidingen
- Op de Pop Poll van het Vlaamse televisieblad Humo werd hij een aantal keer bekroond in de categorieën "Zanger van het Jaar" en "Beste Interview".
- In 2002 ontving Arno de Franse onderscheiding van Ridder in de Kunsten en Letteren (Ordre des Arts et des Lettres).
- Eind 2005 werd Arno genomineerd voor de titel De Grootste Belg. Hij eindigde op nr. 34 in de Vlaamse versie en op nr. 83 in de Waalse versie.
- In 2010 zong hij samen met Ray Davies het lied "Moments". Tijdens een interview zei Davies: "I heard some of Arno's music and thought this would be an ideal song for him to interpret with me. My French is appalling but Arno's English is superb, so I devised a way we could sing it together. I think it works really well."
- In Bornem kreeg hij een permanent aandenken langs de SIM-route.
- In 2012 werd hij opgenomen in de Radio 2-eregalerij voor een leven vol muziek.
- Bij de MIA's van 2019 won hij de Lifetime Achievement Award.
- Begin maart 2022 ontving Arno een Lifetime Achievement Award op het filmfestival Oostende. [10]
- In maart 2022 werd Arno benoemd als Officier in de Kroonorde.[11]

### Albums onder de naam Arno
| Jaar | Album                             |
| ---- | --------------------------------- |
| 1986 | Arno                              |
| 1988 | Charlatan                         |
| 1990 | Ratata                            |
| 1992 | Tracks from the story             |
| 1993 | Idiots Savants                    |
| 1995 | À la française                    |
| 1997 | Give Me The Gift                  |
| 1997 | En Concert                        |
| 1999 | À Poil commercial                 |
| 1999 | European cowboy                   |
| 2000 | Le Best of Arno                   |
| 2002 | Charles Ernest                    |
| 2004 | French bazaar                     |
| 2005 | Live in Brussels                  |
| 2007 | Jus de Box                        |
| 2008 | Covers Cocktail                   |
| 2009 | Best of 3 cd                      |
| 2010 | Brussld                           |
| 2012 | Future Vintage                    |
| 2016 | Human Incognito                   |
| 2019 | Santeboutique                     |
| 2021 | Vivre (Parce que - La Collection) |
| 2022 | Opex                              |
| 2023 | Les Duettes                       |

### Albums onder andere namen
- 1991: Charles et les Lulus - Charles et les Lulus
- 1994: Arno & the Subrovniks - Water
- 1998: Charles and the White Trash European Blues Connection - Charles and the White Trash European Blues Connection

### Hitnoteringen
| Album met hitnotering(en) in de Vlaamse Ultratop 200 albums | Datum van verschijnen | Datum van binnenkomst | Hoogste positie | Aantal weken | Opmerkingen |
| ----------------------------------------------------------- | --------------------- | --------------------- | --------------- | ------------ | ----------- |
| A la Française                                              | 1995                  | 01-07-1995            | 16              | 11           |             |
| Live à la Française                                         | 1997                  | 22-03-1997            | 45              | 2            |             |
| Charles & The White trash european blues connection         | 1998                  | 23-05-1998            | 19              | 5            |             |
| Le european cowboy                                          | 1999                  | 04-09-1999            | 10              | 8            |             |
| A poil commercial                                           | 1999                  | 11-09-1999            | 36              | 2            |             |
| Arno Charles Ernest                                         | 2002                  | 02-03-2002            | 2               | 32           | Goud        |
| Longbox prestige 2002                                       | 2003                  | 04-01-2003            | 45              | 3            |             |
| Le best of                                                  | 2003                  | 25-01-2003            | 4               | 28           | 3XPlatina   |
| French bazaar                                               | 2004                  | 29-05-2004            | 1(3wk)          | 20           | Platina     |
| Live in Brussels                                            | 2005                  | 27-08-2005            | 17              | 15           |             |
| Jus de box                                                  | 2007                  | 27-01-2007            | 1               | 36           | Goud        |
| Covers cocktail                                             | 2008                  | 14-06-2008            | 55              | 11           |             |
| Best of - 3cd                                               | 2009                  | 23-05-2009            | 14              | 25           |             |
| Brussld                                                     | 2010                  | 03-04-2010            | 2               | 20           | Goud        |
| Future vintage                                              | 2012                  | 22-09-2012            | 4               | 25           |             |
| Le coffret essentiel                                        | 2014                  | 24-05-2014            | 47              | 6            |             |
| Human incognito                                             | 2016                  | 23-01-2016            | 6               | 27           |             |

#### Met Freckleface
- 1972: Freckleface

#### Met Tjens Couter
- 1975: Who Cares
- 1978: Plat Du Jour
- 1978: Singles 1975-1980
- 1991: If It Blows (Let It Blow) - A Complication

#### Met TC Matic
- 1981: TC Matic
- 1982: L'Apache
- 1983: Choco
- 1985: Yé Yé!
- 2000: Compil Complet! - dubbel-cd
- 2003: The Essential?

## Trivia
- Arno zong de titelsong voor de Vlaamse versie van Pixars Toy Story: "Je bent een vriend van mij", "Vreemde dingen", "Vliegen doe ik nooit" en "You've Got a Friend in Me".
- De song 'Lonesome Zorro' werd gebruikt als slotsong van 'Ben X', film uit 2007 over een op school gepeste 17-jarige jongen met autisme. Zelf had Arno ook autisme. ‘Ik heb een vorm van autisme,’ vertelde hij daarover, ‘en ik denk dat de muziek me gered heeft. Als ik geen muziek had kunnen maken, weet ik niet wat er van me was geworden.’.[12][13]
- In 2020 werd in het kader van het kunstenfestival The Crystal Ship op de zijmuur van het stadhuis van Oostende een grote muurschildering van zijn portret door de Britse kunstenares Helen Bur onthuld. [14]
- Filmregisseur Dominique Deruddere maakte de documentaire Charlatan over het leven van zijn vriend Arno. De reeks werd in drie delen uitgezonden op Canvas in april 2021. [15]
- Sinds 27 september 2002 is Arno ereburger van de stad Oostende, sinds 2017 is Arno tevens ereburger van de stad Brussel. Ingeweken vanuit Oostende woonde hij hier een groot deel van zijn leven. [16][17]
- Muziek was zijn leven. Optreden en zingen gaf hem ook tijdens zijn ziekte energie en kracht. [18]
- Op Radio 1 werd in april 2022 de Classics 1000 uitgezonden. Op de eerste plaats stond  ‘Les Yeux de Ma Mère’, nadat hetzelfde nummer eerder dat jaar in de Belpop 100 op 1 stond. Ook in de jaren erna stond Les Yeux de Ma Mère in de Belpop 100 verkiezing bij Radio 1 op nummer een.[19]
- Na zijn overlijden werd Arno zowel in Oostende als in Brussel herdacht en werden rouwregisters geopend. [20] In de AB in Brussel was er op 4 mei 2022 een herdenkingsmoment. Arno had een speciale band met deze concertzaal, waarnaar hij verwees als "zijn tweede living". [21] [22]
- Zijn bijnamen waren o.a. 'Lonesome Zorro' en 'Le plus beau'. [23]
- Eind 2023 bracht fotograaf Danny Willems het boek "ARNO – Photographs 1972–2022" uit.